# Гептадекафобия
Гептадекафобия (от др.-греч.: δεκαεπτά — «семнадцать» и φόβος — «страх») — боязнь числа 17. Распространена в Италии и является суеверием, аналогичным страху перед числом 13.

## История
Причина, по которой число 17 было провозглашено несчастливым, доподлинно неизвестна. Согласно одному из предположений, гептадекафобия восходит к древнеримской эпохе. Число 17, написанное римскими цифрами (XVII), является анаграммой глагола VIXI, который в переводе с латыни означает «я жил(а)», что можно трактовать как «меня нет в живых». По другой версии, своё влияние оказало древнегреческое учение о значении чисел. Так, Плутарх писал: «Пифагорейцы питают отвращение к числу 17. Ибо 17 лежит как раз посередине между числом 16, представляющим полный квадрат, и числом 18, являющимся удвоенным квадратом; оба эти числа являются единственными плоскими числами, для которых периметр равен его площади». Кроме того, истоки суеверия возводят к Ветхому Завету, потому что «во второй месяц, в семнадцатый день» начался Всемирный потоп. Наконец, 17 декабря в Древнем Риме устраивались Сатурналии, а 17 февраля – Квириналии: эти праздники, посвящённые языческим богам Сатурну и Квирину, христиане осуждали и могли ассоциативно демонизировать само число.

## Пятница 17-е
У итальянцев нет негативных представлений о пятнице 13-м, так как число 13 считается в Италии счастливым. Вместо этого бытует мнение, что неудачи приносит пятница 17-е. Таким образом гептадекафобия сочетается с убеждённостью в неблагоприятности пятницы как дня недели из-за того, что в Страстную (Великую) пятницу был распят Иисус Христос. Если пятница 17-е приходится на ноябрь, такой день считается наиболее неудачным, а сам месяц называют «месяцем усопших». Связано это с тем, что в католической церкви 2 ноября отмечается день поминовения усопших.

## Проявления гептадекафобии

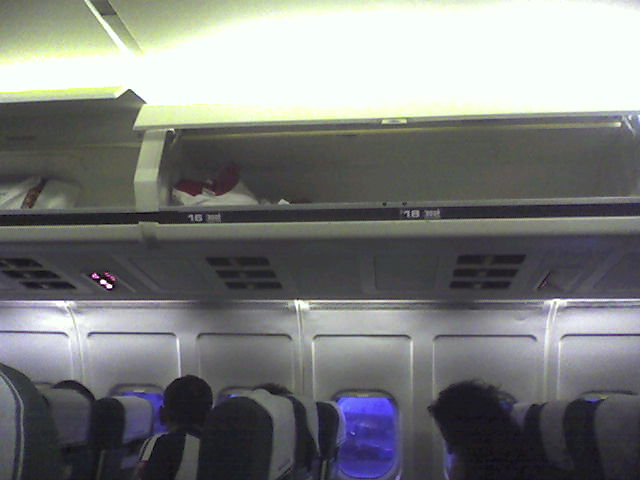
Отсутствующий 17-й ряд в самолёте авиакомпании Alitalia

- В пятницу 17-е, в особенности выпадающую на ноябрь, суеверные итальянцы стараются избегать серьёзных дел и принятия важных решений. Некоторые даже не выходят из дома, а если это приходится делать, носят с собой обереги в виде красного рога или подковы.
- Ранее 17-й поворот санно-бобслейной трассы Чезана-Париоль, на которой в том числе проводились соревнования зимних Олимпийских игр 2006 года, обозначался как «Без названия» (Senza Nome). Ныне поворот носит имя итальянского саночника Пауля Хильдгартнера.
- В самолётах итальянской авиакомпании Alitalia отсутствует 17-й ряд.
- Для итальянского рынка корпорация Renault переименовала автомобиль R17 в R177[4].

При этом известный фильм «Пятница 13-е» не подвергся локализации: по-итальянски он так и называется Venerdì 13.